# Бэма
Бэма (кит. упр. 班玛, пиньинь Bānmǎ, палл. Баньма, тиб. པད་མ, Вайли: pad ma, тиб. пиньинь: Baima) — уезд Голог-Тибетского автономного округа провинции Цинхай (КНР).

## История
Уезд был создан в марте 1955 года, и вошёл в состав Голог-Тибетского автономного района (果洛藏族自治区) окружного уровня. Позднее в том же году Голог-Тибетский автономный район был переименован в Голог-Тибетский автономный округ.

## Административное деление
Уезд Бэма делится на 1 посёлок и 8 волостей.